# Die Simpsons und die Philosophie: Schlauer werden mit der berühmtesten Fernsehfamilie der Welt
Die Simpsons und die Philosophie: Schlauer werden mit der berühmtesten Fernsehfamilie der Welt, oft nur Die Simpsons und die Philosophie (Originaltitel The Simpsons and Philosophy: The D'Oh! of Homer, 2001) ist ein Sachbuch, auf Deutsch herausgegeben im Jahr 2007, von William Irwin, Mark T. Conrad und Aeon J. Skoble. Es behandelt philosophische Themen anhand von Beispielen aus der Zeichentrickserie Die Simpsons. Es wurde in der Originalsprache bis 2004 über 200.000-mal verkauft. Das Buch ist auch in andere Sprachen übersetzt: Les Simpson : les secrets de la plus célèbre famille d'Amérique (französisch, 2010); Simpsonlar ve felsefe (türkisch, 2003); Los Simpson y la filosofía (spanisch, 2009); Simpsonovi a filozofie : Homer myslitel (tschechisch, 2010).

## Inhalt
In dem Buch erläutern die Autoren, die zum Zeitpunkt der Abfassung als Philosophiedozenten im amerikanischen Hochschulbetrieb tätig waren, in 18 Essays verschiedene philosophische Themen anhand von Beispielen aus der Zeichentrickserie. So wird z. B. die Philosophie Nietzsches mit dem Verhalten von Bart Simpson in Verbindung gebracht.

## Inhaltsverzeichnis der englischen Ausgabe
- Teil 1: The characters
- Raja Halwani: Homer and Aristotle
- Aeon J. Skoble: Lisa and American anti-intellectualism
- Eric Bronson: Why Maggie matters: sounds of silence, East and West
- Gerald J. Erion, Joseph A. Zeccardi: Marge's moral motivation
- Mark T. Conard: Thus spake Bart: on Nietzsche and the virtues of being bad
- Teil 2 Simpsonian themes
- William Irwin, J.R. Lombardo: The Simpsons and allusion: "worst essay ever"
- Deborah Knight: Popular parody: The Simpsons meets the crime film
- Carl Matheson: The Simpsons, hyper-irony, and the meaning of life
- Dale E. Snow, James J. Snow: Simpsonian sexual politics
- Teil 3 I didn't do it: ethics and The Simpsons
- James Lawler: The moral world of the Simpson family: a Kantian perspective
- Paul A. Cantor: The Simpsons: atomistic politics and the nuclear family
- Jason Holt: Springfield hypocrisy
- Daniel Barwick: Enjoying the so-called „iced cream“: Mr. Burns, satan, and happiness
- David Vessey: Hey-diddily-ho, neighboreenos: Ned Flanders and neighborly love
- Jennifer L. McMahon: The function of fiction: the heuristic value of Homer
- Teil 4 The Simpsons and the philosophers
- James M. Wallace: A (Karl, not Groucho) Marxist in Springfield
- David L.G. Arnold: „And the rest writes itself“: Roland Barthes watches The Simpsons
- Kelly Dean Jolley: What Bart calls thinking

## Ausgaben
- The Simpsons and Philosophy: The D’Oh! of Homer. Open Court, Chicago 2001, ISBN 0-8126-9433-3 (Eintrag bei WorldCat)
  - Die Simpsons und die Philosophie. Schlauer werden mit der berühmtesten Fernsehfamilie der Welt. Aus dem Amerikan. von Nikolaus de Palézieux. Tropen, Berlin 2007, ISBN 978-3-932170-97-3.